# Walter Almberger
Walter Almberger (* 9. Juli 1933 in Hieflau, Steiermark) ist ein österreichischer Bergsteiger. Er schrieb 1961 mit der Winter-Erstdurchsteigung der Eiger-Nordwand Alpingeschichte. Er ist der erste Kletterer, der die Eiger-Nordwand im Sommer und im Winter durchstieg.

## Biographie
Walter Almberger hatte bedeutenden Anteil an der Erschließung des Gesäuses für Bergsteiger. Neben der mehrfachen Begehung bekannter und schwierigster Kletterrouten wie der Rosskuppen-Dachl-Verschneidung gelang ihm 1951 die Zweitbegehung der direkten Rosskuppen-Nordwand, die Erstbegehung der Gelben Verschneidung des Peternschartenkopfes (VII+) 1954, die Erstbegehung der Route „Berglandriss“ (VI+/A3, frei geklettert IX-) in der Dachl-Nordwand 1969 und die Erstbegehung des Nordwestgratpfeilers (VI-) der Planspitze 1979. 1957 kletterte er den Sparafeld-Südpfeiler (V-) Free Solo.
Weitere seiner Erstbegehungen waren unter anderem der Direkte Hochkarpfeiler der Spitzmauer-Nordostwand im Toten Gebirge 1962, die Nordkante des Türml in der Venedigergruppe 1967 und die Nordostrinne des Romariswandkopf in der Glocknergruppe 1980.
In den 1950er und 1960er Jahren machte er unzählige schwierigste Felsfahrten in den Alpen, darunter Matterhorn-Nordwand, Petit Dru-Westwand, Triolet-Nordwand, Piz Badile-Nordostwand, Punta Civetta-Nordwestwand, Große Zinne-Nordwand, Westliche Zinne-Nordwand, Laliderer Spitze-Nordwand, Rotwand-Südwestwand, Sagwand-Nordpfeiler und Tofana di Rozes-Südostwand. 1958 war er im Kaukasus mit der Zweitbegehung der Nordwand des Pik Germogenova und der Erstbegehung von dessen Südwestgrat erfolgreich.
Am 12. März 1961 gelang ihm mit Toni Hiebeler, Toni Kinshofer und Anderl Mannhardt in siebentägiger Kletterei die Winter-Erstbegehung der Eiger-Nordwand über die Heckmair-Route. Dafür wurde er unter anderem zum Steirischen Sportler des Jahres gewählt. Er erlitt bei dieser Unternehmung Erfrierungen, weshalb ihm eine seiner großen Zehen amputiert werden musste. Vom 13. bis 15. August 1962 durchstieg er erneut die Eiger-Nordwand und wurde dabei von Klaus Hoi, Hugo Stelzig und Adi Weißensteiner begleitet. Er ist damit der erste Bergsteiger, der die Eiger-Nordwand im Sommer und Winter durchstiegen hat.
1962 übernahm er als Darsteller einige Kletterszenen in der Eiger-Nordwand für den Film Sein bester Freund von Luis Trenker. Im Juli 1964 stürzte er bei einer Durchsteigung der Scheiblingstein-Südwestwand in den Ennstaler Alpen ab und zog sich schwere Verletzungen zu. Er erlitt dabei unter anderem zwei Jochbeinbrüche, einen Nasenbeinbruch, einen Bruch der linken Hand, der neunten Rippe und des rechten Sprunggelenks. Von der Tiroler Tageszeitung war er sogar irrtümlich für tot erklärt worden. Pit Schubert nahm diesen Vorfall in sein Buch Anekdoten vom Berg: amüsante Geschichten vom Bergsteigen, Klettern und Skifahren auf.
Hauptberuflich arbeitete Almberger bis 1963 im Untertagebau, danach als Steiger am Erzberg. Seit 1987 ist er in Pension und lebt mit seiner zweiten Ehefrau in Hieflau.